# Challenger (fanzine)
Challenger es un fanzine y newszine de ciencia ficción estadounidense editado y publicado en Shreveport por Guy H. Lillian III desde el 1 de agosto de 1993.
La revista tiene el récord de doce nominaciones al Premio Hugo al mejor fanzine sin alcanzar ninguna; éstas corresponden al período comprendido entre 2000 y 2011 de manera ininterrumpida. Además, recibió una nominación a los Fan Achievement Awards para el año 2010.
Challenger se publica en formato papel y aparece varias veces al año, aunque la mayor parte del contenido también está disponible a través de una edición electrónica —o eFanzines— y también en la Blogosfera. Entre sus artículos, se cuentan textos de crítica literaria, noticias, información relacionada al fandom, historias/relatos de escritores aficionados y entrevistas asociadas al género; aquí se cuentan como colaboradores a Eve Ackerman, Kevin Anderson, James Bacon, Faye Best, Sheryl Birkhead, Richard Brandt, Warren Buff, Jack Calvert, Richard Dengrove, Dennis Dolbear, Kurt Erichson, Elliot Weinstein, Susan Whitmore, John Widmer, James P. Hogan y Charlie Williams, entre otros.